# Enteropsis sphinx
Enteropsis sphinx is een eenoogkreeftjessoort uit de familie van de Enteropsidae. De wetenschappelijke naam van de soort is voor het eerst geldig gepubliceerd in 1885 door Aurivillius.